# Nicole Niquille

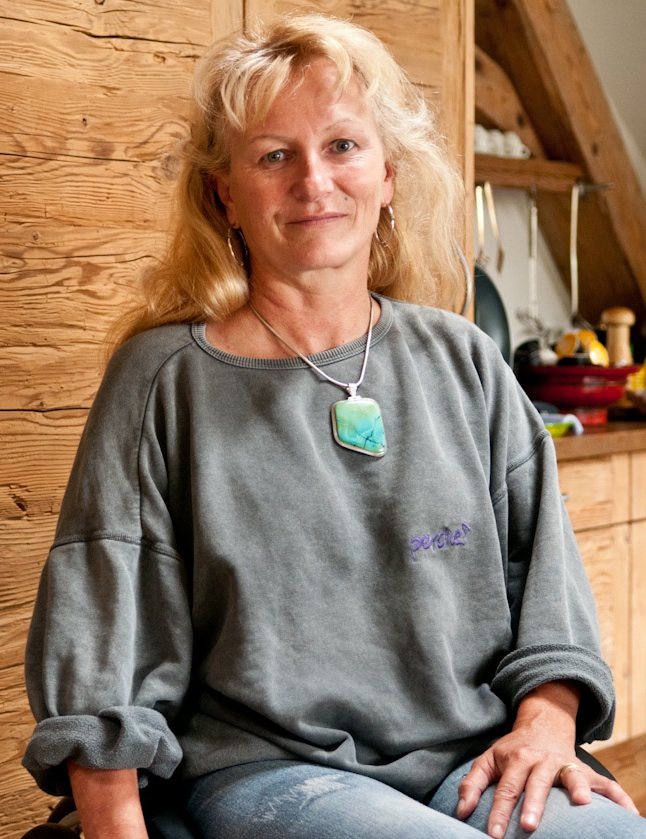
Nicole Niquille (2011)

Nicole Niquille (geboren am 13. Mai 1956 in Freiburg im Üechtland) ist eine Kletterin, ehemalige Bergführerin, Lehrerin und Wirtin. Sie war die erste Frau, der es gelang, in der Schweiz das Bergführerdiplom zu erhalten.
Seit einem Unfall sitzt sie im Rollstuhl, ist Autorin und unterstützt ein Spitalprojekt in Nepal.

## Leben
Nicole Niquille wuchs im freiburgischen Voralpengebiet von Charmey auf. An der Universität Fribourg studierte sie Psychologie, Pädagogik sowie Deutsch, Französisch und Spanisch. Sie machte eine Ausbildung zur Lehrerin, einen Beruf, den sie über Jahre neben dem Beruf als Bergführerin ausübte.
Im Mai 1994 wurde sie beim Sammeln von Pilzen von einem Stein von der Größe einer Walnuss am Kopf getroffen, der von einem darüber liegenden Felsband fiel. Sie erlitt einen Schädelbruch und wurde mit einem Helikopter in das Universitätsspital von Lausanne geflogen. Dort wurde ein Schädel-Hirn-Trauma mit einer massiven Schädigung des Mobilitätszentrums diagnostiziert. Nach 20 Monaten im Rehabilitationszentrum Basel hatte sie sich wieder erholt. Sie musste praktisch alle Bewegungen wieder erlernen und sitzt seitdem im Rollstuhl.
Da sie nach dem Unfall nicht mehr als Bergführerin arbeiten konnte, machte sie die Fachprüfung als Wirtin und führte 14 Jahre lang das Restaurant „Chez Nicole“ am Lac de Taney in den Walliser Alpen. In diesem Restaurant arbeitete ein Sherpa, der Bruder von Pasang Lhamu Sherpa. Pasang Lhamu war die erste nepalesische Frau aus dem Volk der Sherpa, die den Mount Everest bestiegen hatte. Sie kam beim Abstieg ums Leben. Niquille beschloss, die Stiftung zum Gedenken an Pasang Lhamu zu unterstützen. Im Rahmen dieser Stiftung erfolgte 2005 die Gründung des  «Hôpital Pasang Lhamu & Nicole Niquille» im Dorf Lukla im Khumbu-Gebiet. Mittlerweile wurde das Spital mehrmals erweitert, Niquille besuchte regelmäßig mehrmals im Jahr das Projekt (Stand 2013). Nach einem Erdbeben 2015 musste das Krankenhaus wieder aufgebaut werden.
Als Basecamp-Managerin fuhr sie 2011 mit einer Frauenexpedition zum Putha Hiunchuli (7246 m) im Dhaulagiri Himal.
Niquille betont ihre Liebe zu den Bergen und zur Natur, man „müsse demütig sein und lernen, mit den Bergen in Einklang zu kommen“. Aber auch die physische Anstrengung, die Ästhetik des Kletterns und der Kontakt zum Fels habe das Klettern so attraktiv gemacht.
Niquille lebt in Charmey und ist zum zweiten Mal verheiratet.

## Alpinistische Karriere
Knapp zwanzigjährig hatte Niquille im März 1974 einen Motorradunfall, bei dem ihr linker Unterschenkel zertrümmert wurde. Nach zahlreichen Operationen riet ihr Physiotherapeut zu einem sanften Sport, um sich vom Unfall zu erholen. Im selben Jahr begleitete sie ihre Zwillingsschwester zum Klettern, einem Sport, der ihr so gefiel, dass sie dabeiblieb und immer mehr Zeit am Fels verbrachte. Sie wurde sehr schnell besser und bestieg die meisten Wände in den Gastlosen, im Greyerzerland, im Wallis und in Südfrankreich. Im Winter kletterte sie steile, gefrorene Grashänge mit Pickel und Steigeisen, um für Eis- und Mixgelände zu trainieren.
Es folgten anspruchsvolle Touren im Montblanc-Gebiet, wie die Brenvaflanke, der Frendopfeiler oder die Goulotte Chéré am Triangle du Tacul. Ihr gelangen auch Erstbegehungen wie die an den Aiguilles Rouges oder Wiederholungen schwieriger Routen wie der Engländerroute am Trollryggen in Norwegen.
Die nächsten Schritte für Niquille waren die Expeditionen zu den Achttausendern des Himalaya, sie begann gleich mit dem schwierigsten, dem K2. Diesen wollte sie 1985 über die Abruzzi-Route besteigen, ohne künstlichen Sauerstoff und ohne die Unterstützung von Hochträgern. Auf 7400 Meter Höhe erlitt sie eine Venenentzündung im linken Bein, die sie zum Abstieg zwang. Trotzdem sieht sie im Rückblick die Expedition als ein wunderschönes Erlebnis ihres Lebens. 1986 bestieg sie den Mount Everest von der tibetischen Seite.

## Erste Schweizer Bergführerin
1984 schrieb sich die Bergsteigerin für den Aspirantenkurs des Schweizer Bergführerverbands ein. Um am Kurs teilnehmen zu können, meldete sie sich als Mann an, da die Bergführerausbildung Frauen bis dahin verwehrt war. Dies war durch einen Trick möglich: die Statuten verlangten von Bergführeranwärtern die Wehrdiensttauglichkeit, eine Voraussetzung, die Frauen nicht erfüllen können, da sie von der Wehrpflicht ausgenommen sind. Nachdem sie angenommen war, konnte Niquille die Hürde überwinden, da sie Fribourgerin war und die Regel nur auf Walliserinnen anwendbar war.
Auch die Ausbildung war hart, als erste Frau sei sie besonders stark getestet worden. So habe etwa ihre Gruppe im Schneebiwak schlafen müssen, während alle anderen in der Hütte schlafen konnten. Zur Prüfung der Gletscherspaltenbergung hätten ihr die Experten den schwersten Mann zugeteilt. Niquille beklagte sich aber nicht darüber, sie sei die Erste gewesen und deshalb besonders hart geprüft worden. Sie kommentierte das mit „Na und? Ich musste einfach besser sein als all die anderen.“
1986 bestand sie die Prüfung und erhielt als erste Frau das Diplom als Bergführerin in der Schweiz. In den folgenden acht Jahren bis zu ihrem Unfall arbeitete sie als Bergführerin, Kletterlehrerin und Reiseleiterin. Die Widerstände unter den Männern waren groß: so bemerkte ein Bündner Führer, „sie wäre wohl besser daheim geblieben, als uns die Superiorität am Berg zu nehmen“. Niquille sagte dazu „sie können nur schwer begreifen, dass sie sich nun mit einer Frau vergleichen müssen“. Inzwischen hat sie der Schweizer Bergführerverband mit einer seiner seltenen Ehrenmitgliedschaften gewürdigt.
Kaum ein Beruf ist so männlich geprägt wie Bergführer. Auch wenn es inzwischen etliche Bergführerinnen gibt, sind in der Schweiz nur 3 % der Bergführer weiblich, von insgesamt 1492 Bergführern sind 42 weiblich (Stand 2021). Niquille war die erste Bergführerin in der Schweiz, vorher gelang es 1984 Renata Rossi in Italien und erst 1988 Gudrun Weikert in Deutschland, das Bergführerdiplom zu erwerben. Niquille ist für viele junge Frauen ein Idol und öffnete den Beruf der Bergführerin in der Schweiz für Frauen.
Der Dokumentarfilm Gesichter der Schweiz von 1991 zeigt sie als Bergführerin beim Aufstieg aufs Zinalrothorn mit einem Kunden.

## Trivia
Caroline George, eine Schweizer Bergführerin, hatte Niquille immer bewundert. Als sie sich einmal persönlich trafen, hatte sie die Idee, Niquille ein besonderes Erlebnis zu ermöglichen: mit einem Schlitten auf einen Viertausender zu steigen, und zwar auf das Hohe Breithorn (4164 m). Im Juli 2022 verwirklichten George und 15 andere Bergführerinnen und Kletterinnen das Vorhaben und zogen Niquille über das Klein Matterhorn mit dem Schlitten auf den Gipfel des Breithorns. Die Strecke wird normalerweise mit Steigeisen begangen. In gut zwei Stunden erreichten sie den Gipfel, die gleiche Zeit, die normalerweise Führer mit Gästen durchschnittlich brauchen.

## Ehrungen
- Der Schweizer Bergführerverband würdigte Niquille mit einer seiner seltenen Ehrenmitgliedschaften für ihr Lebenswerk.[8]
- Die Schweizer Paraplegiker-Stiftung zeichnete sie im Rahmen der Ehrung der Querschnittgelähmten des Jahres ebenfalls für ihr Lebenswerk aus.[16]
- 1987 erhielt sie den Preis des Panatholon Klubs Freiburg für die beste sportliche Ethik des Jahres.[19]
- 1999 wurde sie zur Westschweizer Sportlerin des Jahrhunderts ernannt.[19]
- 2002 erhielt sie vom FIFAD (Festival International du Film alpin des Diablerets) eine Auszeichnung für ihre Gesamtkarriere[19]

## Veröffentlichungen
- Et soudain, une montagne dans le ciel… Editions Favre SA, Lausanne 2009, ISBN 978-2-8289-1087-7
- Zusammen mit Jean-François Robert u. a.: Un hôpital dans la Vallée des Sherpas. Photographit, La Chaux-de-Fonds 2010.